# 上環 (選區)
上環（英語：Sheung Wan，代號A12）曾是香港中西區區議會下轄的選區，1982年設立，1994年定為現有規模，議席自2021年起懸空至2023年取消，懸空前的區議員為民主黨前立法會議員(香港島)甘乃威。

## 範圍
選區位於上環西北部，現時西面界綫為威利麻街（並在其北端向北拉一直綫到維多利亞港中央），南面界綫為皇后大道西（介乎威利麻街及荷李活道一段）及荷李活道（樓梯街以西路段），東面界綫主要為樓梯街（荷李活道以北）及急庇利街（但信德中心屬中環選區），北面則為維多利亞港海域。包括中區警區總部、文咸西街、西港城，計有康威花園、中源中心、帝后華庭、西浦等大廈；基於以上劃界，港鐵上環站車站大堂及所有出口皆屬於中環選區範圍內，上環東部（永安中心、無限極廣場一帶，屬中環選區）及南部（荷李活道至堅道一帶，屬東華選區）則不屬上環選區。與其相鄰的選區有中環、西營盤和東華，投票站設於上環郵政局。

## 沿革
1982年區議會選舉，當時選民人數估算約6,475人，議席由年僅23歲的無黨派人士蕭文英和代表香港觀察社出選的吳崇文爭奪，最終蕭文英以1,455票勝出。
1985年區議會選舉，估算選區約8,584選民，吳崇文再度參選，對手是獨立候選人張有洪和徐米林，由於中西區增至13個議席分配到7個選區，本區定為雙議席選區，由取得1,522票的吳崇文與1,187票的張有洪當選。
1988年區議會選舉，選民人數估算約8,865人，吳崇文改為代表太平山學會出選，張有洪則以勵進會和公民協會名義參選，另一位參選人是無黨派的陳學文，最終吳崇文以1,329票勝出，張有洪亦以916票取得議席。
1991年區議會選舉，估算當區選民約8,706人，吳崇文代表港同盟與黨友甘乃威一同出選，對手是三度出選的自民聯和香港公民協會成員張有洪，最終吳崇文取得1,431票成功連任，初次出選的甘乃威則以10票之差不敵取得1,250票的張有洪。
1993年港督彭定康推行政改方案改革區議會，取消所有委任議席及雙議席選區制度，全面實行單議席單票制，並改由選區分界及選舉事務委員會制定，區議會選區數目亦隨人口變動而大幅增加，本區劃出荷李活道以南為東華選區後，改為單議席。
1994年區議會選舉，選民人數為5,940人，甘乃威得到港同盟及匯點支持出選，對手是民主建港聯盟成員黃哲民，最終甘乃威以1,486票擊敗對手，選後兩者合併成立民主黨，甘乃威亦為創黨成員，其後甘氏於1995年市政局選舉勝出本區所在的中區市政局議員，成為雙料議員。
1999年區議會選舉，人口估算約14,470人，其中有6,236位選民，投票站設於上環郵政局，點票站則與所有中西區選區一樣是香港公園室內運動場。議席由民主建港聯盟成員袁照興和甘乃威爭奪，最終甘乃威以1,468票成功連任。基於市政局於1999年12月31日後解散，甘氏回復單一議員身份。
2003年區議會選舉，當時選區估算約14,620人，其中有5,749位選民，尋求連任的甘乃威再次遇上民建聯成員的挑戰，今次是趙華娟，最終甘乃威以過千票的差距擊敗對手。
2007年區議會選舉，人口估算約17,425人，其中有7,184位選民，甘乃威再度參選，對手是報稱獨立候選人的梁婉儀，最終甘以1,783票擊敗對手。其後甘乃威於2008年立法會於港島區代表民主黨當選，成為雙料議員。
2011年區議會選舉，人口估算約18,726人，其中有7,358位選民，甘乃威面對報稱獨立候選人的陳賢豪和選民力量的嚴達明挑戰，原本選民力量計劃由袁彌明出選，但她由於家庭原因而放棄，改派嚴達明參選，最終甘乃威以1,450票擊敗取得910票的陳賢豪和270票的嚴達明，保住議席。
2015年區議會選舉，甘乃威以92票之差撃敗呂鴻賓，其後呂鴻賓於2016年列入工聯會港島區立法會參選名單內，表露其建制派身份。
2019年區議會選舉，甘乃威以881票之差撃敗打正工聯會名義參選的呂鴻賓。2021年7月8日，因應政府計劃追討協助民主派初選區議員的酬金津貼傳聞所帶動的區議員辭職潮中，甘乃威宣佈辭任區議員職務，即時生效。
議席藉此一直懸空至2023年選舉改革被撤銷，與中環、半山東、衛城、山頂、大學及東華選區合併成中區選區。

## 歷屆議員
| 屆別                 | 議員     | 政治聯繫 | 政治聯繫   | 議員                              | 政治聯繫                          | 政治聯繫                          |
| -------------------- | -------- | -------- | ---------- | --------------------------------- | --------------------------------- | --------------------------------- |
| 1982年－1985年       | 蕭文英   |          | 無黨籍     | 定為單議席選區                    | 定為單議席選區                    | 定為單議席選區                    |
| 1985年－1988年       | 吳崇文   |          | 觀察社     | 張有洪                            |                                   | 無黨籍                            |
| 1988年－1991年       | 吳崇文   |          | 太平山學會 | 張有洪                            |                                   | 勵進會／公民協會                  |
| 1991年－1994年       | 吳崇文   |          | 港 港同盟  | 張有洪                            | 自 自民聯／公民協會               |                                   |
| 1994年－1999年       | 甘乃威   |          | 民主黨     | 分拆出東華選區後， 改為單議席選區 | 分拆出東華選區後， 改為單議席選區 | 分拆出東華選區後， 改為單議席選區 |
| 2000年－2003年       | 甘乃威   |          | 民主黨     | 分拆出東華選區後， 改為單議席選區 | 分拆出東華選區後， 改為單議席選區 | 分拆出東華選區後， 改為單議席選區 |
| 2004年－2007年       | 甘乃威   |          | 民主黨     | 分拆出東華選區後， 改為單議席選區 | 分拆出東華選區後， 改為單議席選區 | 分拆出東華選區後， 改為單議席選區 |
| 2008年－2011年       | 甘乃威   |          | 民主黨     | 分拆出東華選區後， 改為單議席選區 | 分拆出東華選區後， 改為單議席選區 | 分拆出東華選區後， 改為單議席選區 |
| 2012年－2015年       | 甘乃威   |          | 民主黨     | 分拆出東華選區後， 改為單議席選區 | 分拆出東華選區後， 改為單議席選區 | 分拆出東華選區後， 改為單議席選區 |
| 2016年－2019年       | 甘乃威   |          | 民主黨     | 分拆出東華選區後， 改為單議席選區 | 分拆出東華選區後， 改為單議席選區 | 分拆出東華選區後， 改為單議席選區 |
| 2020年－2021年7月7日 | 甘乃威   |          | 民主黨     | 分拆出東華選區後， 改為單議席選區 | 分拆出東華選區後， 改為單議席選區 | 分拆出東華選區後， 改為單議席選區 |
| 2021年7月8日－2023年 | 議席懸空 | 議席懸空 | 議席懸空   | 分拆出東華選區後， 改為單議席選區 | 分拆出東華選區後， 改為單議席選區 | 分拆出東華選區後， 改為單議席選區 |

## 歷屆選舉結果
| 政党   | 政党   | 候选人    | 票数  | %     | ±      |
| ------ | ------ | --------- | ----- | ----- | ------ |
|        | 工聯會 | 1. 呂鴻賓 | 1,900 | 40.59 | ▼7.76  |
|        | 民主黨 | 2. 甘乃威 | 2,781 | 59.41 | ▲7.75  |
| 多数票 | 多数票 | 多数票    | 881   | 18.82 | ▲15.51 |

| 政党   | 政党             | 候选人    | 票数  | %     | ±      |
| ------ | ---------------- | --------- | ----- | ----- | ------ |
|        | 香港島各界聯合會 | 1. 呂鴻賓 | 1,344 | 48.35 | 不適用 |
|        | 民主黨           | 2. 甘乃威 | 1,436 | 51.65 | ▼3.48  |
| 多数票 | 多数票           | 多数票    | 92    | 3.31  | ▼19.57 |

| 政党   | 政党              | 候选人    | 票数  | %     | ±      |
| ------ | ----------------- | --------- | ----- | ----- | ------ |
|        | 人民力量/選民力量 | 1. 嚴達明 | 270   | 10.27 | 不適用 |
|        | 香港島各界聯合會  | 2. 陳賢豪 | 910   | 34.60 | 不適用 |
|        | 民主黨            | 3. 甘乃威 | 1,450 | 55.13 | ▼14.14 |
| 多数票 | 多数票            | 多数票    | 540   | 20.53 | ▼15.66 |

| 政党   | 政党   | 候选人    | 票数  | %     | ±      |
| ------ | ------ | --------- | ----- | ----- | ------ |
|        | 民主黨 | 1. 甘乃威 | 1,783 | 69.27 | ▼1.39  |
|        | 無黨派 | 2. 梁婉儀 | 791   | 30.73 | 不適用 |
| 多数票 | 多数票 | 多数票    | 992   | 38.54 | ▼2.79  |

| 政党   | 政党   | 候选人    | 票数  | %     | ±      |
| ------ | ------ | --------- | ----- | ----- | ------ |
|        | 民主黨 | 1. 甘乃威 | 1,756 | 70.66 | ▲2.57  |
|        | 民建聯 | 2. 趙華娟 | 729   | 29.34 | 不適用 |
| 多数票 | 多数票 | 多数票    | 1,027 | 41.33 | 不適用 |

| 政党   | 政党   | 候选人    | 票数  | %     | ±      |
| ------ | ------ | --------- | ----- | ----- | ------ |
|        | 民建聯 | 1. 袁照興 | 688   | 31.91 | 不適用 |
|        | 民主黨 | 2. 甘乃威 | 1,468 | 68.09 | ▼2.74  |
| 多数票 | 多数票 | 多数票    | 780   | 36.18 | ▼5.48  |

| 政党   | 政党   | 候选人 | 票数  | %     | ±      |
| ------ | ------ | ------ | ----- | ----- | ------ |
|        | 民主黨 | 甘乃威 | 1,486 | 70.83 | ▲39.20 |
|        | 民建聯 | 黃哲民 | 612   | 29.17 | 不適用 |
| 多数票 | 多数票 | 多数票 | 874   | 41.66 | 不適用 |

| 政党   | 政党            | 候选人 | 票数  | %     | ±      |
| ------ | --------------- | ------ | ----- | ----- | ------ |
|        | 港同盟          | 吳崇文 | 1,431 | 36.50 | ▼6.44  |
|        | 自民聯/公民協會 | 張有洪 | 1,250 | 31.88 | ▲2.28  |
|        | 港同盟          | 甘乃威 | 1,240 | 31.62 | 不適用 |
| 多数票 | 多数票          | 多数票 | 10    | 0.26  | -1.87  |

| 政党   | 政党            | 候选人 | 票数  | %     | ±      |
| ------ | --------------- | ------ | ----- | ----- | ------ |
|        | 太平山學會      | 吳崇文 | 1,329 | 42.94 | ▲2.83  |
|        | 勵進會/公民協會 | 張有洪 | 916   | 29.60 | ▼1.68  |
|        | 無黨派          | 陳學文 | 850   | 27.46 | 不適用 |
| 多数票 | 多数票          | 多数票 | 66    | 2.13  | -0.53  |

| 政党   | 政党   | 候选人 | 票数  | %     | ±      |
| ------ | ------ | ------ | ----- | ----- | ------ |
|        | 觀察社 | 吳崇文 | 1,522 | 40.11 | ▼5.42  |
|        | 無黨派 | 張有洪 | 1,187 | 31.28 | 不適用 |
|        | 無黨派 | 徐米林 | 1,086 | 28.62 | 不適用 |
| 多数票 | 多数票 | 多数票 | 101   | 2.66  | -6.29  |

| 政党   | 政党   | 候选人 | 票数  | %     | ±      |
| ------ | ------ | ------ | ----- | ----- | ------ |
|        | 無黨派 | 蕭文英 | 1,455 | 54.47 | 新選區 |
|        | 觀察社 | 吳崇文 | 1,216 | 45.53 | 新選區 |
| 多数票 | 多数票 | 多数票 | 239   | 8.95  | 新選區 |

## 資料來源與註釋
1. ↑   (PDF).   [2019-12-06]. （原始内容存档 (PDF)于2019-12-06）.
2. ↑   (PDF).   [2019-12-09]. （原始内容 (PDF)存档于2020-08-20）.
3. ↑  （繁體中文） (PDF). 香港區議會. 2011-10-06  [2011-11-08]. （原始内容存档 (PDF)于2020-12-07）.
4. ↑  香港選舉資料匯編：1982年-1994年，雷競璇 沈國祥編 1995年出版 ISBN 962-441-519-6 （页面存档备份，存于），第12頁。
5. ↑  香港選舉資料匯編：1982年-1994年，雷競璇 沈國祥編 1995年出版 ISBN 962-441-519-6 （页面存档备份，存于），第15頁。
6. ↑  香港選舉資料匯編：1982年-1994年，雷競璇 沈國祥編 1995年出版 ISBN 962-441-519-6 （页面存档备份，存于），第38頁。
7. ↑  香港選舉資料匯編：1982年-1994年，雷競璇 沈國祥編 1995年出版 ISBN 962-441-519-6 （页面存档备份，存于），第51頁。
8. ↑  香港選舉資料匯編：1982年-1994年，雷競璇 沈國祥編 1995年出版 ISBN 962-441-519-6 （页面存档备份，存于），第86頁。
9. ↑  香港選舉資料匯編：1982年-1994年，雷競璇 沈國祥編 1995年出版 ISBN 962-441-519-6 （页面存档备份，存于），第100頁。
10. ↑  香港選舉資料匯編：1982年-1994年，雷競璇 沈國祥編 1995年出版 ISBN 962-441-519-6 （页面存档备份，存于），第134頁。
11. ↑  香港選舉資料匯編：1982年-1994年，雷競璇 沈國祥編 1995年出版 ISBN 962-441-519-6 （页面存档备份，存于），第150頁。
12. ↑  香港選舉資料匯編：1982年-1994年，雷競璇 沈國祥編 1995年出版 ISBN 962-441-519-6 （页面存档备份，存于），第193頁。
13. ↑  香港選舉資料匯編：1982年-1994年，雷競璇 沈國祥編 1995年出版 ISBN 962-441-519-6 （页面存档备份，存于），第204頁。
14. ↑  （繁體中文）. 香港區議會.   [2011-11-11]. （原始内容存档于2005-04-09）.
15. ↑  （繁體中文）. 香港區議會.   [2011-11-11]. （原始内容存档于2005-04-09）.
16. ↑  （繁體中文）. 香港區議會.   [2011-11-11]. （原始内容存档于2011-11-08）.
17. ↑  （繁體中文）. 香港區議會.   [2011-11-11]. （原始内容存档于2004-12-13）.
18. ↑  （繁體中文）. 香港區議會.   [2011-11-11].[永久]
19. ↑  （繁體中文）. 香港區議會.   [2011-11-11]. （原始内容存档于2008-05-01）.
20. ↑  （繁體中文）. 香港區議會.   [2011-11-11]. （原始内容存档于2011-05-12）.
21. ↑  （繁體中文）. 香港區議會.   [2011-11-11]. （原始内容存档于2011-01-14）.
22. ↑  （繁體中文）. 香港區議會.   [2011-11-08]. （原始内容存档于2006-04-09）.
23. ↑  （繁體中文） (PDF). 香港區議會.   [2011-11-11]. （原始内容 (PDF)存档于2011-04-19）.
24. ↑  （繁體中文）. 香港區議會.   [2011-11-11]. （原始内容存档于2011-01-14）.
25. ↑  （繁體中文）. 香港區議會.   [2011-11-08]. （原始内容存档于2008-05-01）.
26. ↑  （繁體中文）. 香港區議會.   [2011-11-11]. （原始内容存档于2011-01-14）.
27. ↑  （繁體中文） (PDF). 香港區議會.   [2011-11-11]. （原始内容 (PDF)存档于2015-06-22）.
28. ↑  （繁體中文）. 香港區議會.   [2011-11-11]. （原始内容存档于2011-11-01）.
29. ↑  （繁體中文）. 香港區議會. 2011-10-06  [2011-11-11]. （原始内容存档于2011-10-26）.
30. ↑  （繁體中文）. 香港區議會.   [2011-11-08]. （原始内容存档于2011-10-28）.
31. ↑  （繁體中文） (PDF). 香港區議會.   [2011-11-11]. （原始内容存档 (PDF)于2018-11-25）.
32. ↑  （繁體中文） (PDF). 香港區議會.   [2011-11-11]. （原始内容存档 (PDF)于2018-11-25）.
33. ↑  （繁體中文）. 星島日報. 2011-09-29  [2011-11-11]. （原始内容存档于2012-07-12）.
34. ↑  （繁體中文）. 香港區議會.   [2011-11-08]. （原始内容存档于2011-11-08）.
35. ↑  莊恭南. . 香港01. 2017-09-16  [2019-12-27]. （原始内容存档于2019-12-27）.
36. ↑  . 頭條日報. 2019-11-25  [2019-12-27]. （原始内容存档于2019-12-27）.